# Мане, Матеуш
Матеуш Була Дами Мане (порт. Mateus Bula Dami Mané; родился 16 сентября 2007) — английский и португальский футболист, нападающий клуба «Вулверхэмптон Уондерерс».

## Клубная карьера
Уроженец Баррейру, Мане начал футбольную карьеру в академии португальского клуба «Баррейренсе». С 2016 по 2024 год выступал за футбольную академию английского клуба «Рочдейл». В 2024 году присоединился к академии клуба «Вулверхэмптон Уондерерс». В основном составе «волков» дебютировал 10 мая 2025 года, выйдя на замену в матче Премьер-лиги против клуба «Брайтон энд Хоув Альбион».

## Карьера в сборной
В сентябре 2024 года дебютировал за сборную Англии до 18 лет. В октябре получил вызов в юношескую сборную Португалии, однако решил продолжить выступать за Англию. Также может выступать за сборные Гвинеи-Бисау.